# Maria Rundell
Maria Eliza Rundell (Ludlow, 1745 – Losanna, 16 dicembre 1828) è stata una scrittrice inglese.

## Biografia
Poco si sa di Maria Rundell. Nel 1805, quando aveva superato i sessant'anni di età, lei inviò una serie inedita di ricette e consigli per la casa a John Murray, proprietario dell'omonima casa editrice, e amico della famiglia di Rundell. La scrittrice non voleva ricevere alcun compenso qualora il suo libro fosse stato pubblicato.
Durante il mese di novembre del 1805, Murray pubblicò il volume, che prese il nome di A New System of Domestic Cookery, di cui furono vendute circa mezzo milione di copie fino al 1828, anno in cui Rundell morì. A New System of Domestic Cookery era rivolto alle casalinghe di ceto medio, e, oltre a contenere delle ricette, offre consigli medici, spiega come allestire un birrificio casalingo, e delle indicazioni riservate ai servitori. Il libro riporta la prima ricetta in assoluto delle uova alla scozzese. L'opera di Rundell consiglia ai lettori di essere parsimoniosi con il cibo, e di evitare gli sprechi.
Nel 1814 Rundell scrisse Letters Addressed to Two Absent Daughters. L'opera contiene i consigli che una madre darebbe alle sue figlie, tratta argomenti come la  morte, l'amicizia, spiega come dovrebbe comportarsi una ragazza educata, e i tipi di libri che dovrebbe leggere una giovane donna che ha ricevuto una sana educazione.
Maria Rundell morì durante il mese di dicembre del 1828 durante una visita a Losanna, in Svizzera.

## Opere
- A New System of Domestic Cookery, 1805
- Letters Addressed to Two Absent Daughters, 1814